# Banguingny
Banguingny es una localidad de la prefectura de Fria en la región de Boké, Guinea, con una población censada en marzo de 2014 de 8662 habitantes.
Se encuentra ubicada al oeste del país, cerca de la costa del océano Atlántico y de la frontera con la región de Kindia.